# Joseph Clark Hoppin
Joseph Clark Hoppin (* 23. Mai 1870 in Providence, Rhode Island; † 30. Januar 1925 in Boston) war ein amerikanischer Klassischer Archäologe.

## Leben
Hoppin, Sohn des früh verstorbenen Arztes Courtland Hoppin, besuchte 1878 bis 1881 die Schule in Stuttgart und anschließend die Groton School. Er studierte an der Harvard University (MA 1893) und ging dann an die American School of Classical Studies in Athen. In dieser Zeit nahm er 1894 bis 1896 an der Grabung von Charles Waldstein im Heraion von Argos teil, wo er die Bearbeitung der Keramik übernahm. Er studierte im Sommer 1894 in Berlin und ab dem Herbst 1894 in München weiter, wo er 1896 bei Adolf Furtwängler promoviert wurde. 1898 begann er seine akademische Tätigkeit als Instructor am Wellesley College, von 1899 bis 1904 lehrte er am Bryn Mawr College. 1901 schenkte er dem College eine kleinere Vasensammlung. 1904/05 war er Visiting Professor an der American School of Classical Studies in Athen, 1917 bis 1919 half er noch einmal als Professor in Bryn Mawr aus. 1917 wurde er in die American Academy of Arts and Sciences gewählt. 1910 grub er mit Richard Norton in Kyrene (Libyen). Er starb nach langer Krankheit an Kieferkrebs.
Von seinem Studium an galt sein Interesse vornehmlich der Erforschung der griechischen Vasenmalerei und so behandelte seine Dissertation den Vasenmaler Euthymides. Hoppin schrieb zwei Handbücher zur griechischen Vasenmalerei, die lange in Benutzung waren. Mit Albert Gallatin publizierte er den ersten Band des Corpus Vasorum Antiquorum für die USA. Er selbst trug eine bedeutende Vasensammlung zusammen, die nach seinem Tod 1925 an das Fogg Art Museum (heute im Arthur M. Sackler Museum, beides Teil der Harvard University Art Museums) ging. Ein apulischer Vasenmaler, der Hoppin-Maler, wurde nach ihm benannt.

## Veröffentlichungen (Auswahl)
- Euthymides. Dissertation München 1896 (mit Lebenslauf) (Digitalisat).
- Euthymides and his fellows. Harvard University Press, Cambridge MA 1917 (Digitalisat).
- A handbook of Attic red-figured vases, signed by or attributed to the various masters of the 6th and 5th centuries B.C. Harvard University Press, Cambridge MA 1919 (Digitalisat Bd. 1, Bd. 2).
- A handbook of Greek black-figured vases, with a chapter on the red figured southern Italian vases. E. Champion, Paris 1924.
- mit Albert Gallatin: Corpus vasorum antiquorum. United States of America. Fasc. 1: Hoppin and Gallatin collections. Paris 1926.